# 134 г. пр.н.е.
113 (сто тридесет и четвърта) година преди новата ера (пр.н.е.) е година от доюлианския (Помпилийски) римски календар.

## Събития

### В Римската република
- Консули са Публий Корнелий Сципион (за II път) и Гай Фулвий Флак.
- Консулът Сципион Емилиан поема командването в Испания и повежда армия от около 60 000, за да обсади Нуманция.[1]
- Консукът Флак е изпратен в Сицилия, за да потуши Първото робско въстание, но той не постига значими успехи.[1]
- Тиберий Гракх е избран за народен трибун за следващата година.

### В Азия
- Царят на Селевкидите Антиох VII Сидет превзема Йерусалим, след което укрепленията и стените на града са премахнати.[2]
- Йоан Хиркан I става владетел на Юдея.
- Хипарх създава зведен каталог.

## Родени
- Публий Сервилий Вация, римски политик (умрял 44 г. пр.н.е.)

## Починали
Бележки: